# Ioan Victor Pica
Ioan Victor Pica (n. 22 martie 1933, Râușor, România – d. 2 aprilie 2004, Brașov, România) a fost un poet și scriitor român, deputat în Parlamentul României, ales pe listele Convenției Democrate, din partea Partidului Național Țărănesc Creștin Democrat, în legislatura 1992-1996.

## Biografie
Ioan Victor Pica, fiul lui Ioan și Elisabeta, s-a născut într-o familie românească în Țara Făgărașului. După școala primară în satul natal, a urmat Liceul "Radu Negru" din Făgăraș. În perioada studiilor liceale îi întâlnește pe Ion Mogoș și Niculae Mazilu, tineri luptători anticomuniști, prieteni și colegi cu vărul său Victor Roșca. Elev fiind, înființează in cadrul liceului o organizație anticomunistă. Stabilește legături cu partizanii din Munții Făgăraș și îl cunoaște pe Ion Gavrilă Ogoranu. La data de 15 noiembrie 1950 a fost arestat și condamnat la 8 ani închisoare. A urmat apoi domiciliul obligatoriu 9 luni la Lătești (colonie de muncă), după care a fost din nou arestat și a mai executat aproape 6 ani de închisoare. Între timp și tatăl său a fost arestat. A terminat studiile liceale (clasa a XI-a și a XII-a) la revenirea din închisoare și a obținut diploma de bacalaureat. S-a căsătorit cu Elisabeta Cocan și s-a stabilit în municipiul Făgăraș. A încercat în 1968 să se înscrie la Facultatea de Filosofie din București, dar, deși a trecut baremurile, a fost refuzat din cauza „originii nesănătoase” (fost deținut politic). După un an a încercat la Facultatea de Teologie din Sibiu, dar a fost respins de mitropolitul de atunci pe același motiv.
A început să scrie atât proză cât și poezie. A încercat să publice câteva poezii fără nici o tentă politică în ziarele vremii, dar a fost refuzat.
De la ieșirea din închisoare în 1964 și până în 1990 a fost tot timpul urmărit, supus la interogatorii, percheziții și i s-au confiscat manuscrisele.
După 1990 a înființat Asociația Foștilor Deținuți Politici din Făgăraș, al cărui președinte a fost. A fondat, prima revistă a AFDP din Romania, revista Cuget și Veghe, în 1991 la Făgăraș. A fost ales ca deputat de Făgăraș în legislatura 1992 -1996. 
S-a mutat cu domiciliul și familia la Brașov. În anul 1998 a fost primit in Uniunea Scriitorilor din România. A colaborat la revista Vatra din Târgu Mureș, revista Astra din Brașov, revista Memoria, Revista Gândirii Arestate din București, Revista Cuget și Veghe din Făgăraș.
I s-a acordat Diploma de Cetățean de Onoare al Municipiului Brașov.

## Scrieri
- Ioan Victor Pica, TRILOGIA MORȚII ȘI A ÎNVIERII , care cuprinde următoarele volume:

1. Ioan Victor Pica, Libertatea are chipul lui Dumnezeu (lupta anticomunistă din Țara Făgărașului), Editura Arhipelag - Târgu Mureș, 1993
2. Ioan Victor Pica, Vegheam la Styx (memorii din temniță), Editura Dealul Melcilor - Brașov, 2000
3. Ioan Victor Pica, Călăuza pustiurilor (jurnal 1964 - 1989), Editura Aletheia - Bistrița, 2001

- Ioan Victor Pica, Poeme de celulă (poezii), Editura Arhipelag - Târgu Mureș, 1994
- Ioan Victor Pica, Dragostea și moartea (poezii), Editura Cartfil - Ploiești, 1996
- Ioan Victor Pica, Întoarcerea din pustie (poezii), Editura Sinteze - Ploiești, 1998
- Ioan Victor Pica, Marginea beznei (poezii), Editura Sinteze - Ploiești, 1998
- Ioan Victor Pica, Veșnicie românească (poezii), Editura Aletheia - Bistrița, 2000
- Ioan Victor Pica, Țepușul din carne (proză), Biblioteca Sinteze Literare - Ploiești, 2002
- Ioan Victor Pica, Întâmplări din Țara Uț (proză), Editura Aletheia - Bistrița, 2002
- Ioan Victor Pica, Portrete de eroi și sfinți( proză), Editura Semne - București, 2003
- Ioan Victor Pica, Între pământ și cer ( proză ), Editura Societății Ziariștilor și Oamenilor de Cultură “Cincinat Pavelescu”- Brașov, 2004 – carte tipărită post mortem.

## Premii literare
- Premiul pentru poezie “Gherghinescu Vania – 1997” pentru volumul “Dragostea și moartea“.
- Premiul pentru proză “Ștefan Baciu – 2000“ pentru volumul “Vegheam la Styx“.

## Activitatea parlamentară
Ioan Victor Pica a fost deputat ales în cadrul Partidului Național Țărănesc Creștin Democrat în legislatura 1992-1996. A fost membru al acestui partid până în septembrie 1993, după care a devenit deputat independent. Ioan Victor Pica a fost membru în comisia pentru cercetarea abuzurilor, corupției și pentru petiții.